# Diogo Bernardes
Diogo Bernardes (Ponte da Barca, 1530 – 1605) è stato un poeta portoghese.
Fratello di Agostinho Pimenta, diplomatico di re Sebastiano del Portogallo; seguendo il proprio sovrano nella guerra marocchina, dopo la sconfitta di questi ad Alcacer-Quibir fu imprigionato in Marocco e liberato da Filippo II del Portogallo. Poeta di inclinazione stilistica manieristica, nel 1596 pubblicò la raccolta O Lima.